# Nicole Haislett
Nicole Lea Haislett (* 16. Dezember 1972 in Saint Petersburg, Florida) ist eine US-amerikanische Schwimmerin.
Bei den Weltmeisterschaften 1991 in Perth wurde sie über 100 Meter Freistil sowie mit der 4-mal-100-Meter-Lagenstaffel Weltmeisterin. Sie war damit die erste Schwimmerin, die nicht aus der DDR kam, die die 100 Meter Freistil bei Weltmeisterschaften gewann. Bei den Olympischen Spielen 1992 in Barcelona wurde sie über 200 Meter Freistil, mit der 4-mal-100-Meter-Freistilstaffel sowie mit der 4-mal-100-Meter-Lagenstaffel Olympiasiegerin.